# منتخب جمهورية الدومينيكان لكرة الطائرة للسيدات
منتخب جمهورية الدومينيكان الوطني لكرة الطائرة للسيدات (بالإسبانية: Selección femenina de voleibol de la República Dominicana)‏ هو ممثل جمهورية الدومينيكان الرسمي في المنافسات الدولية في كرة طائرة في فئة كرة الطائرة للسيدات.